# Tundla Railway Colony
Tundla Railway Colony – miasto w północnych Indiach w stanie Uttar Pradesh, na Nizinie Hindustańskiej.

## Demografia

### Liczba ludności
- 2001 – 11 983 mieszkańców (6 424 mężczyzn i 5559 kobiet)[1]
- 2011 – 7404 mieszkańców (3 960 mężczyzn i 3444 kobiet)[2]

### Struktura ludności w 2011 według religii[2]
- Hinduizm – 89.61%
- Islam – 8.06%
- Chrześcijaństwo – 1.34%
- Sikhizm – 0.24%
- Buddyzm – 0.11%
- Dźinizm – 0.08%
- inne – 0.00%
- nie podano – 0.55%